# Eudamidas II.
Eudamidas II. (altgriechisch Εὐδαμίδας Eudamídas) war ein König von Sparta aus der Dynastie der Eurypontiden im 3. Jahrhundert v. Chr. Er war ein Sohn des Königs Archidamos IV.
Über Eudamidas, seine Regierungszeit und seine Lebensdaten ist nichts weiter bekannt; die Politik Spartas wurde zu seiner Zeit von den Königen der Agiaden bestimmt. Er war wohl mit seiner Tante Agesistrata verheiratet und ihre gemeinsamen Söhne waren Agis IV. und Archidamos V., von denen ersterer 245 v. Chr. im Alter von zwanzig Jahren das Königsamt antrat.

## Quelle
- Plutarch, Agis 3,3 und 4,1